# Лебединське (заказник)
Лебединське — гідрологічний заказник місцевого значення в Україні. Розташований у межах Комарівської громади Ніжинського району Чернігівської області, біля села Степанівка. 
Площа 184 га. Статус присвоєно згідно з рішенням Чернігівського облвиконкому рішення Чернігівського облвиконкому від 24.12.1979 року № 561; від 27.12.1984 року № 454; від 28.08.1989 року № 164. Перебуває у віданні Степанівської сільської ради.
Охороняється евтрофний трав'яний болотний масив з осоковими, злаковими та лепешняковими угрупованнями та низкою видів болотного різнотрав'я. Тут зростають вовче тіло болотне, плавушник болотний, бобівник трилистий, жовтець язиколистий, осока побережна, плакун верболистий, куничник сіруватий, вовконіг європейський. Заказник є регулятором водного режиму прилеглих територій.